# Luís Mesquita de Oliveira
Luís Mesquita de Oliveira, genannt Luisinho, (* 29. März 1911 in Rio de Janeiro; † 27. Dezember 1983 ebenda) war ein brasilianischer Fußballnationalspieler.

## Laufbahn
Luisinho spielte in seiner Karriere hauptsächlich für den FC São Paulo. Mit 145 Toren ist der sechstbeste Torschütze in der Geschichte des Vereins. Bei Palestra Itália aus São Paulo erzielte er 123 Tore und ist in deren Geschichte der neuntbeste Scorer. Für diese beiden Vereine zusammen gewann er insgesamt siebenmal die Staatsmeisterschaft von São Paulo.
Als Mitglied der Nationalmannschaft Brasiliens nahm er an den Fußball-Weltmeisterschaften 1934 und 1938 teil. Dazu kamen weitere Einsätze bei der Campeonato Sudamericano 1937 sowie zahlreiche inoffiziellen Spiele. Die nachstehenden Einsätze in der Nationalmannschaft sind nachgewiesen.
Offizielle Länderspiele
- 27. Mai 1934 gegen Spanien, Ergebnis: 1:3 (Fußball-Weltmeisterschaft 1934)
- 3. Juni 1934 gegen Jugoslawien, Ergebnis: 4:8 (Freundschaftsspiel)
- 3. Januar 1937 gegen Chile, Erbgebnis: 6:4 (Campeonato Sudamericano 1937) (2 Tore)
- 13. Januar 1937 gegen Paraguay, Erbgebnis: 5:0 (Campeonato Sudamericano 1937) (2 Tore)
- 19. Januar 1937 gegen Uruguay, Erbgebnis: 3:2 (Campeonato Sudamericano 1937)
- 30. Januar 1937 gegen Argentinien, Erbgebnis: 0:1 (Campeonato Sudamericano 1937)
- 1. Februar 1937 gegen Argentinien, Erbgebnis: 0:2 (Campeonato Sudamericano 1937)
- 27. Mai 1938 gegen Tschechoslowakei, Ergebnis: 2:1 (Fußball-Weltmeisterschaft 1938)
- 16. Juni 1938 gegen Italien, Ergebnis: 1:2 (Fußball-Weltmeisterschaft 1938)

Inoffizielle Spiele
- 8. Juni 1934 gegen HŠK Građanski Zagreb, Ergebnis: 0:0
- 17. Juni 1934 gegen Katalanische Fußballauswahl, Ergebnis: 1:2
- 24. Juni 1934 gegen Katalanische Fußballauswahl, Ergebnis: 2:2
- 1. Juli 1934 gegen FC Barcelona, Ergebnis: 4:4
- 12. Juli 1934 gegen eine Auswahlmannschaft von Spielern des Belenenses Lissabon und Benfica Lissabon, Ergebnis: 4:2
- 15. Juli 1934 gegen Sporting Lissabon, Ergebnis: 6:1 (1 Tor)
- 22. Juli 1934 gegen FC Porto, Ergebnis: 0:0

## Erfolge
São Paulo
- Staatsmeisterschaft von São Paulo: 1930, 1931, 1942, 1944, 1946

Palestra Itália (SP)
- Staatsmeisterschaft von São Paulo: 1936, 1940

Auszeichnungen
- Staatsmeisterschaft von São Paulo Torschützenkönig: 1944 (22 Tore)